# Черна тинеста костенурка
Черната тинеста костенурка (Siebenrockiella crassicollis) е вид влечуго от семейство Азиатски речни костенурки (Geoemydidae). Видът е световно застрашен, със статут Уязвим.

## Разпространение
Разпространен е във Виетнам, Индонезия, Камбоджа, Малайзия, Мианмар, Сингапур и Тайланд.